# German (Patriarch)

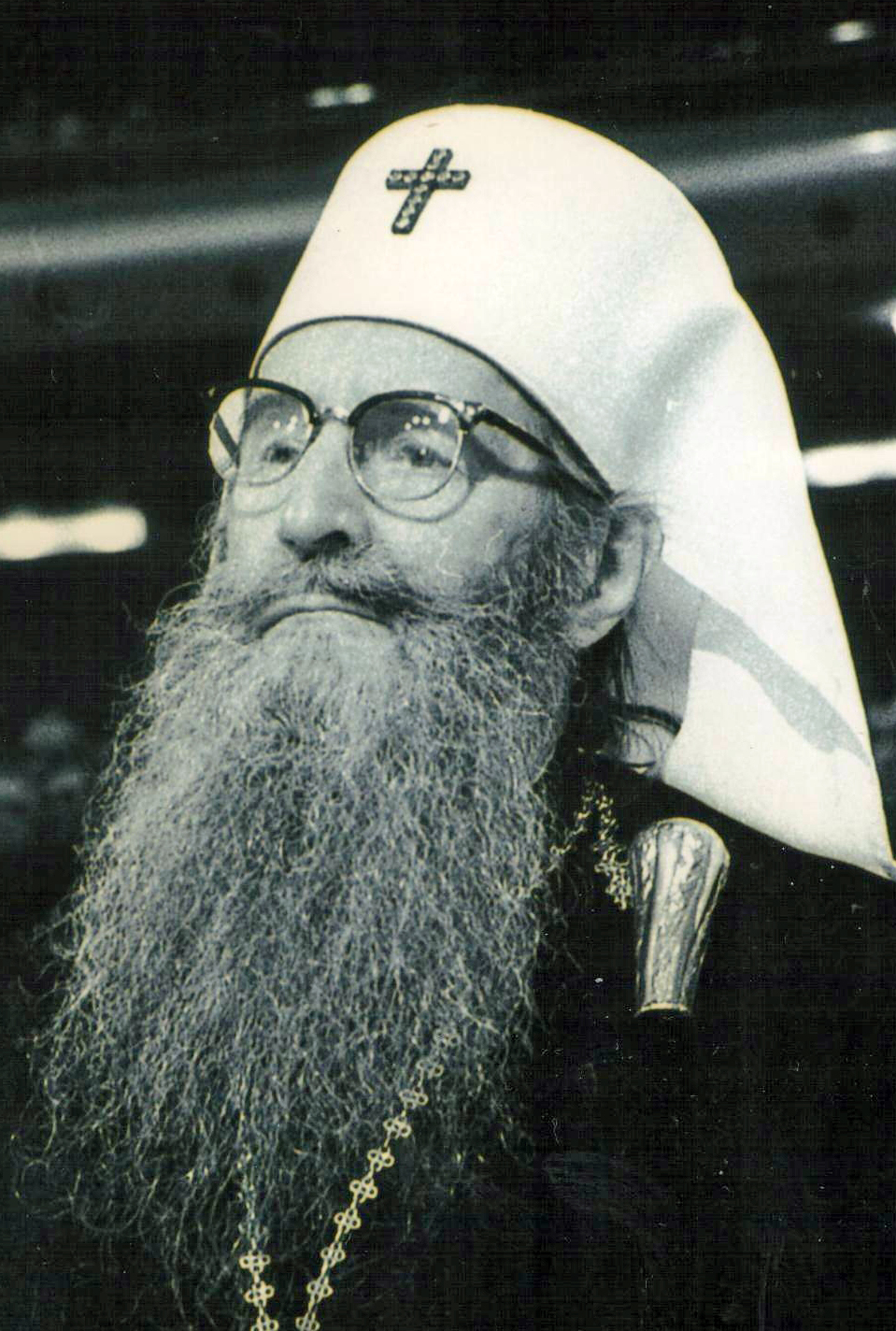
Patriarch German

German (serbisch-kyrillisch Герман; * 19. August 1899 als Hranislav Đorić in Jošanička Banja, Königreich Serbien; † 27. August 1991 in Belgrad, Jugoslawien) war von 1958 bis 1990 Metropolit von Belgrad und Karlovci, Erzbischof von Peć und serbisch-orthodoxer Patriarch.

## Leben
Hranislav Đorić wurde 1927 zum Priester ordiniert. Nach dem Tod seiner Frau legte er am 7. Juli 1951 im Kloster Studenica die Mönchsgelübde ab und nahm den Namen German an. 1952 wurde er zum Bischof der Eparchie Buda in Ungarn ernannt, konnte jedoch sein Amt dort nicht antreten. 1956 wurde er zum Bischof von Žiča ernannt. German war nach dem Tod des Patriarchen Vikentije II. am 5. Juli 1958 bis 1990 der 43. Patriarch der serbisch-orthodoxen Kirche. In der kommunistischen Zeit gelang es ihm, die serbisch-orthodoxe Kirche bis zu einem gewissen Grad wiederzubeleben, trotz zweier Spaltungen, die während seiner Amtszeit auftraten. Nach dem Tod von Josip Broz Tito im Jahr 1980 drängte er im Zuge des Wandels der jugoslawischen Gesellschaft und des wachsenden Nationalismus unter den verschiedenen Völkern allmählich auf kirchliche Themen und war schließlich bei den Serben allgemein populär geworden. Ab 1990 war er krankheitsbedingt amtsunfähig, als sein Nachfolger wurde Pavle gewählt.